# Архиепархия Козенца-Бизиньяно
Архиепархия Козенца-Бизиньяно (лат. Archidioecesis Cosentina-Bisinianensis) — архиепархия Римско-католической церкви с центром в городе Козенца, в Италии. В митрополию Козенца-Бизиньяно входят архиепархия Россано-Кариати, епархии Кассано-алль’Йонио и Сан-Марко Арджентано-Скалеа. Кафедральным собором архиепархии Козенца-Бизиньяно является Собор Вознесения Девы Марии. С 15 мая 2015 года до своей кончины 15 сентября 2022 года архиепископом Козенца-Бизиньяно был Франческантонио Ноле.

## История
Архиепархия Козенца-Бизиньяно в Калабрии была возведена в ранг митрополии 30 января 2001 года.
Архиепархия Козенца была объединена с епархией Бизиньяно 4 апреля 1979 года. Историческая архиепархия Козенца, непосредственного подчинения Святому Престолу, была возведена в епархию в 1170 году.